# Francisco Salgado Arteaga
Francisco Salgado Arteaga (Cuenca, 21 de mayo de 1959) es rector de la Universidad del Azuay, desde su posicionamiento en el año 2017.

## Formación
Francisco Salgado Arteaga, estudió en la Universidad de Cuenca, obteniendo el título de Ingeniero Civil, posee un Doctorado en Administración cursado en la Universidad Andina Simón Bolívar, en su sede ecuatoriana. Además, estudió en la Universidad del Azuay y obtuvo un Masterado en Antropología del Desarrollo. De la misma manera, adquirió un Master en Ciencias de la Computación en Ball State University, Indiana - Estados Unidos como Becario Fulbright. Como formación destacable, Franscisco Artegada obtuvo una Especialidad en Dirección de Instituciones de Educación Superior en la Universidad de Sevilla.

## Cargos
- Vicerrector de la Universidad del Azuay 2002 - 2007.
- Fue Decano General de Investigaciones de la Universidad del Azuay, 1997 - 2002.
- Cargo de representante del Ecuador al Programa para la Sociedad de la Información de América Latina y el Caribe INFOLAC (UNESCO), entre 1997 y 2002.
- Fue miembro del Consejo Ejecutivo de INFOLAC (UNESCO) de 1999 a 2002, y es acreditado en la lista de Profesionales de la Sociedad de la Información de América Latina y el Caribe.
- Ocupó el cargo de Vocal Principal del Consejo Nacional de Evaluación. y Acreditación de la Educación Superior (CONEA - CEAACES) de 2006 a 2011.
- Miembro de la Junta Directiva de la Fundación para la Ciencia y Tecnología del Ecuador FUNDACYT de 2005 a 2007.[2]

Actualmente ocupa el cargo de Rector de la Universidad del Azuay, desde su posicionamiento en enero de 2017.

## Elección como Rector de la Universidad del Azuay
En las elecciones realizadas el 5 de enero de 2017 para la elección de nuevas autoridades de la Universidad del Azuay: Rector, Vicerrector Académico y Vicerrector para el período 2017 - 2022, participaron dos listas: 1 (Más UDA) y 2 (Hacia la Excelencia). En la primera, lideraría Francisco Salgado Arteaga PhD. como candidato a Rector, Martha Cobos Cali, PhD. Como candidata a Vicerrectora Académica y Mgt. Jacinto Guillén García como Vicerrector de Investigaciones; en la segunda, Gustavo Chacón PhD, Rector; Ana lucía Pacurucu PhD, Vicerrectora académica y Mgt. Carlos Guevera Vicerrector de Investigaciones.
Obtuvo la victoria con el 62,42 por ciento de votos de la comunidad universitaria, mientras que Gustavo Chacón, alcanzó al 33.05 por ciento. Los votos nulos alcanzaron el 1.38%, los blancos el 0.09% y el porcentaje de votos no sufragados 4.06%. La lista triunfadora alcanzó la mayoría de los votos en los tres estamentos: docentes, trabajadores y estudiantes. En el proceso electoral participaron 3260 estudiantes, 236 profesores y 238 administrativos.